# Sauber C8
El Sauber C8 fue un auto de carreras del Grupo C introducido en 1985 para las 24 Horas de Le Mans, siendo el primero de una asociación entre Sauber como constructor y Mercedes-Benz como proveedor de motores.
En su debut en las 24 Horas de Le Mans de 1985, Sauber fue capaz de calificar 17º. Sin embargo, el coche sufrió un accidente después de la semana de la carrera que ha causado bastante daño que el coche no pudo participar en la carrera. El equipo se comprometió a aparecer en unas cuantas carreras en el Campeonato Mundial de Resistencia de ese año, pero nunca se presentó.
Para el año 1986, el equipo fue conocido como Kouros Racing Team, y el C8 se inscribió en la temporada completa de la temporada 1986 del Campeonato Mundial de Resistencia. Para las dos primeras carreras de la C8 lograron un octavo y un noveno. Sin embargo, más tarde en la temporada compitieron con dos C8 en las 24 Horas de Le Mans, donde por desgracia ninguno de ellos fue capaz de terminar la carrera. Para los 1000 kilómetros de Nürburgring, el equipo fue capaz de lograr su primera y única victoria con los pilotos Henri Pescarolo y Mike Thackwell; con esta victoria el equipo Kouros fue capaz de terminar la temporada quinto en el campeonato de equipos.
En 1987, el equipo Kouros cambió al nuevo Sauber C9, mientras que el auto C8 chasis No. 2 fue vendido a un equipo privado francés llamado Noël del Bello, que entró en el 24 Horas de Le Mans de 1987 y 1000 kilómetros de Nürburgring de 1987, pero no pudo terminar bien la carrera. Noël del Bello continuó compitiendo con el C8 en 1988, pero no pudo terminar ninguna de las carreras que ha introducido de nuevo.

## Resultados en las 24 horas de Le Mans
| Año  | Clase | N.º | Equipo                  | Pilotos                                                | Vueltas | Pos. Gral. | Pos. Clase. |
| ---- | ----- | --- | ----------------------- | ------------------------------------------------------ | ------- | ---------- | ----------- |
| 1985 | C1    | 61  | Sauber Racing           | John Nielsen Dieter Quester Max Welti                  | —       | NC         | NC          |
| 1986 | C1    | 61  | Kouros Racing Team      | John Nielsen Mike Thackwell                            | 61      | Ret        | Ret         |
| 1986 | C1    | 62  | Kouros Racing Team      | Henri Pescarolo Christian Danner Dieter Quester        | 86      | Ret        | Ret         |
| 1987 | C1    | 42  | Noël del Bello †        | Pierre-Alain Lombardi Gilles Lempereur Jacques Guillot | 4       | Ret        | Ret         |
| 1988 | C1    | 42  | Noël del Bello Racing † | Bernard Santal Noël del Bello Bernard de Dryver        | 157     | Ret        | Ret         |

† Equipo privado